# Sanja Doležal
Sanja Doležal (Zágráb, 1963. május 9.) horvát énekesnő és műsorvezető. 1983-tól 1990-ig volt tagja a Novi fosili együttesnek, Jugoszláviát képviselték az 1987-es Eurovíziós Dalfesztiválon, Ja sam za ples c. számukkal negyedik helyezést értek el. A versenyt éppen az énekesnő huszonnegyedik születésnapján rendezték.
Később műsorvezető volt a Horvát Televízióban (HRT). 2004 óta saját beszélgetőműsort vezet a horvát RTL-en Sanja címmel.

## Szólólemezei
- Non stop ples (1993)
- Kao u snu (1994)
- Plavuša (2000)